# Ratia
Ratia är en ort i Indien.   Den ligger i distriktet Fatehabad District och delstaten Haryana, i den norra delen av landet, 200 km nordväst om huvudstaden New Delhi. Ratia ligger 223 meter över havet och antalet invånare är 26 524.
Terrängen runt Ratia är mycket platt. Runt Ratia är det tätbefolkat, med 308 invånare per kvadratkilometer. Det finns inga andra samhällen i närheten. Trakten runt Ratia består till största delen av jordbruksmark.